# (761) Brendelia
(761) Brendelia – planetoida z grupy pasa głównego asteroid.

## Odkrycie
Została odkryta 8 września 1913 roku w Landessternwarte Heidelberg-Königstuhl w Heidelbergu przez Franza Kaisera. Nazwa pochodzi od Martina Brendela (1862–1939), niemieckiego astronoma, dyrektora Planeteninstitut na uniwersytecie we Frankfurcie nad Menem. Przed jej nadaniem planetoida nosiła oznaczenie tymczasowe (761) 1913 SO.

## Orbita
(761) Brendelia okrąża Słońce w ciągu 4 lat i 307 dni w średniej odległości 2,86 au. Planetoida należy do rodziny planetoidy Koronis.